# Anton David Jeftha
Anton David Jeftha (* 1986 in Kapstadt) ist ein südafrikanischer Schauspieler und ein Model. Einem breiten Publikum wurde er durch seine Mitwirkungen in den Fernsehserien Legacy und Suidooster zwischen 2020 und 2023 bekannt.

## Leben
Jeftha wurde 1986 in Kapstadt geboren. Später wuchs er mit drei Schwestern in Belhar auf. Er studierte an der Universität des Westkaps die Fächer Finanzwesen, Wirtschaftswissenschaften und Informationssysteme und schloss sein Studium mit einem Bachelor of Comprehensive Studies ab. Seit 2016 lebt er in den USA.
2009 gab Jeftha im Kurzfilm Pumzi sein Filmschauspieldebüt. 2012 erhielt er Episodenrollen in den Fernsehserien Strike Back und Mankind – Die Geschichte der Menschheit. 2013 spielte er im Film Death Race: Inferno mit. Von 2014 bis 2015 spielte er in sechs Episoden der Fernsehserie Dominion die Rolle des Furiad. Von 2020 bis 2023 stellte er in der Fernsehserie Legacy in insgesamt 142 Episoden die Rolle des Sebastion „SJ“ Price Junior dar. Ab 2021 bis 2023 war er zusätzlich in der wiederkehrenden Rolle des Rhiyaaz Samsodien in der Fernsehserie Suidooster in insgesamt 48 Episoden zu sehen. 2021 wirkte er im Spielfilm Escape Room 2: No Way Out mit. 2024 verkörperte er unter anderen wiederkehrende Rollen in den beiden Fernsehserien Savage Beauty und Skemergrond. Im Januar 2025 wurde bekannt, dass er die Rolle des Kuromarimo alias K. M., einen Handlanger eines der Antagonisten, im Netflix Original One Piece spielen wird.

## Filmografie (Auswahl)
- 2009: Pumzi (Kurzfilm)
- 2012: Strike Back (Fernsehserie, Episode 3x05)
- 2012: Mankind – Die Geschichte der Menschheit (Mankind: The Story of All of Us, Fernsehserie, Episode 1x08)
- 2013: Death Race: Inferno (Death Race 3: Inferno)
- 2013: SAF3 (Fernsehserie, Episode 1x03)
- 2014: Homeland (Fernsehserie, 2 Episoden, verschiedene Rollen)
- 2014–2015: Dominion (Fernsehserie, 6 Episoden)
- 2015: Bagels & bubbels (Fernsehserie, Episode 1x03)
- 2015: Saints & Strangers (Miniserie, Episode 1x01)
- 2015: Jamillah and Aladdin (Fernsehserie)
- 2018: A Thing of Dreams (Kurzfilm)
- 2020–2023: Legacy (Fernsehserie, 142 Episoden)
- 2021: Escape Room 2: No Way Out (Escape Room: Tournament of Champions)
- 2021–2023: Suidooster (Fernsehserie, 48 Episoden)
- 2022: The Contrast
- 2022: Eraser: Reborn
- 2022: Justice Served (Fernsehserie)
- 2022: Franny Kruugerr presents: Scary Stories
- 2023: Six in the City
- 2024: Savage Beauty (Fernsehserie, 6 Episoden)
- 2024: Skemergrond (Fernsehserie, 13 Episoden)
- 2024: Happiness Is